# Borneochroma shutae
Borneochroma shutae är en skalbaggsart som beskrevs av Vives, Bentanachs, Chew Kea Foo, Bentanachs och Chew Kea Foo 2008. Borneochroma shutae ingår i släktet Borneochroma och familjen långhorningar. Inga underarter finns listade.